# Háaleiti og Bústaðir
Háaleiti og Bústaðir est un district de Reykjavik, la capitale de l’Islande.